# O Anjo do Bizarro
"O Anjo do Bizarro" é um conto satírico de Edgar Allan Poe, publicado pela primeira vez em 1844 na The Columbian Lady's and Gentleman's Magazine .

## Sumário do enredo
A história segue um narrador não-identificado que lê uma notícia sobre um homem que morreu após acidentalmente engolir uma agulha enquanto jogava um jogo conhecido como "puff the dart" ('assoprar o dardo' ou zarabatana). Ele se revolta com a credulidade da humanidade por acreditar em tal farsa e ele jura a si mesmo nunca se deixar acreditar em histórias tão bizarras. Nesse instante, aparece uma criatura de aparência estranha, feita de um barril e garrafas de vinho. A criatura anuncia com um forte sotaque que ele é o Anjo do Bizarro — e que ele é responsável por causar tais eventos estranhos.
O homem, não convencido, afugenta o anjo e tira um cochilo induzido por álcool. Ao invés de tirar um cochilo de 20 minutos, ele acorda duas horas depois, tendo perdido um compromisso para renovar seu seguro contra incêndio. Ironicamente, sua casa pegou fogo e seu único meio de saída é uma janela, utilizando uma escada que a multidão abaixo lhe forneceu. Ao descer, um porco esbarra na escada, fazendo com que o narrador caia e frature seu braço.
Mais tarde, o narrador fracassa em sua tentativas de cortejar uma mulher rica para ser sua esposa quando ela descobre que ele está usando uma peruca, necessária desde que o incêndio em seu apartamento queimou seu cabelo. Então, ele tenta cortejar outra mulher, que também o rejeita, escarnecendo dele por ignorá-la enquanto ela passava. Na realidade, uma partícula havia entrado em seu olho, cegando-o momentaneamente, exatamente no momento em que ela passou.
Finalmente, o narrador decide que seu infortúnio é motivo para ele por um fim à sua própria vida. Ele decide cometer suicídio afogando-se em um rio após remover suas roupas ("pois não há razão pela qual não podemos morrer como nascemos", ele diz). Entretanto, um corvo foge com "a parte mais crucial" de seu vestuário e o homem corre atrás dele. Enquanto ele corre, ele cai de um penhasco, porém se agarra à longa corda de um balão de ar quente que flutuava por ali. O Anjo do Bizarro reaparece para ele e o faz admitir que o bizarro realmente pode acontecer. O narrador concorda, no entanto é fisicamente incapaz de cumprir o ato de rendição exigido pelo Anjo do Bizarro devido a seu braço fraturado. O anjo então corta a corda e o homem cai dentro da chaminé de sua casa recém-reconstruída, até aterrissar em sua sala de jantar. O homem então percebe que esse era seu castigo. "Assim se vingou o Anjo do Bizarro."

## Alusões
O parágrafo introdutório da história faz alusão (apenas pelos sobrenomes) a vários autores, particularmente Richard Glover e William Wilkie. A história também se refere a Curiosities of Literature de Rufus Wilmot Griswold e Isabel, ou Sicily, a Pilgrimage de Henry Theodore Tuckerman. O narrador também adormece enquanto lê The Omnipresence of the Deity, de Robert Montgomery, um poema que explora a ideia de que a vida é um plano grandioso, em vez de ser apenas uma questão de acaso.

## História de publicação
O Anjo do Bizarro foi publicado pela primeira vez na The Columbian Magazine em outubro de 1844, em Nova York. Seu título completo original era "O Anjo do Bizarro: Uma História Extravagante". O biógrafo de Poe, Kenneth Silverman, nota que a história foi produzida no mesmo período de outros "contos cômicos insignificantes" de Poe, incluindo <i>The Thousand-and-Second Tale of Scheherazade</i> e The Literary Life of Thingum Bob, Esq.
A história pode ter sido inspirada por três fontes que fornecem temas ou pontos de enredo semelhantes: um artigo intitulado "É muito bizarro" da edição de janeiro de 1829 da revista Blackwood's Magazine, o texto "Progresso de questões sociais" do jornal New York Tribune em 8 de junho de 1844 e o romance The Man About Town de Cornelius Webbe.

## Análise

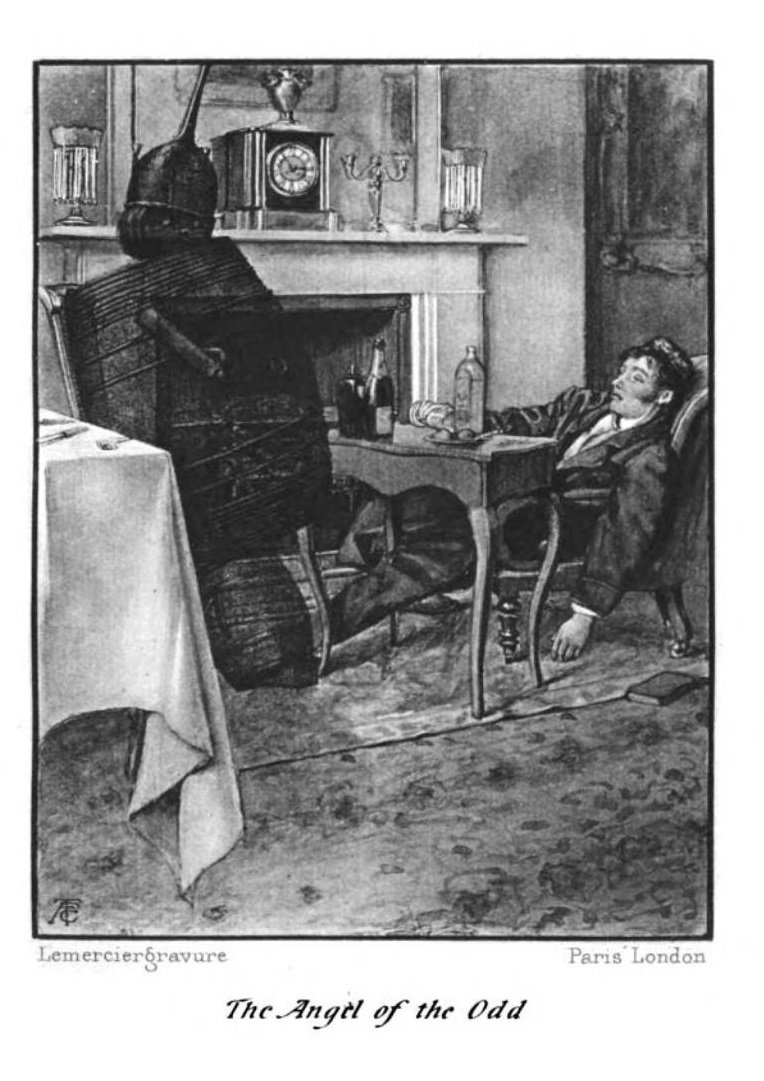
Ilustração para a história, 1895

A história é especialmente interessante porque foi publicada apenas seis meses depois da grande farsa de Poe, "The Balloon-Hoax" (A Farsa do Balão), que muitos acreditavam ser verdadeira, apesar de seus elementos bizarros.
O acadêmico Maurice S. Lee nota que a comédia "louca" da história pode gerar comparações com o romance A vida e as opiniões de Tristram Shandy, Gentleman, o ator e comediante estadounidense Buster Keaton e o personagem Wile E. Coyote (papa-léguas), mas que a história de Poe também serve como uma "autodefesa metacrítica" dos eventos bizarros que ele apresenta em sua própria ficção. Lee também destaca que, ao criar o Anjo do Bizarro, Poe possibilita a existência de um agente celestial que orienta os eventos da vida, ao mesmo tempo que reconhece que eventos improváveis, até mesmo milagrosos, podem ocorrer de forma espontânea. A acadêmica Dawn Sova resume a história como "a sátira de Poe sobre a filosofia da perfectibilidade humana".
Como a história também foca nas leituras do narrador, ela também sugere que os leitores deixem de ser céticos e passem a acreditar que todas as palavras impressas são verdadeiras. A ideia é reforçada ao observar que todas as dificuldades do narrador começam quando ele faz a resolução de não acreditar mais no que lê. No entanto, o incidente inicial que impulsiona o enredo, o narrador lendo sobre um jogo de "puff the dart", pode ter sido uma censura ao sistema de exaltações falsas prevalecente entre os críticos literários da época.
Entretanto, o narrador também é um narrador não confiável, tendo consumido grandes quantidades de comida e álcool antes de contar sua história.  O acadêmico Jonathan Hartmann nota que a história é um conto de temperança mais alegre, com uma mensagem semelhante à do conto de tom mais sombrio "O Gato Preto". A psicanalista Marie Bonaparte acreditava que o personagem e o enredo refletiam a luta do próprio Poe contra o alcoolismo.
O Anjo do Bizarro fala com um dialeto incomum, que Arthur Hobson Quinn, o biógrafo de Poe, afirmou que "não ser falado em nenhum lugar do globo". Silverman referiu-se a ele como "um dialeto alemão-holandês fantasmagórico". A acadêmica Emily Ogden nota que o sotaque do Anjo do Bizarro é "tão bizarro quanto seus acidentes".

## Links externos
- O texto completo de O Anjo do Bizarro no Wikisource
- O Anjo do Bizarro no Projeto Gutenberg
- The Angel of the Odd (LibriVox)
- "The Angel of the Odd" from the Library of America